# Matt Horsley
Matthew „Matt“ Horsley (* 9. Juni 1972 in Wollongong) ist ein ehemaliger australischer Fußballspieler. Der Mittelfeldspieler gewann in seiner 15-jährigen Karriere vier australische Meistertitel.

## Karriere
Horsley spielte zunächst im Amateurfußball von Illawarra für die Balgownie Rangers, bevor er zur Saison 1990/91 in die National Soccer League (NSL) zu den Wollongong Wolves wechselte. Dort etablierte er sich schnell als Stammspieler und Leistungsträger, als Kapitän führte Horsley Wollongong 2000 und 2001 zu zwei Meisterschaften und zum Gewinn des OFC Champions Cup 2001. Für seine Leistung im Finale von 2001 erhielt er die Joe Marston Medal. Die zweifache Meistermannschaft um Horsley, Scott Chipperfield, Paul Reid, Sasho Petrovski, Alvin Ceccoli und Stuart Young zählt zu den spielstärksten in der Geschichte der NSL, brach aber nach dem zweiten Titelgewinn auseinander und Horsley wechselte zum finanziell potenteren Ligakonkurrenten Perth Glory.
Die Glory-Mannschaft um die beiden Topstürmer Damian Mori und Bobby Despotovski erreichte zwischen 2002 und 2004 dreimal in Folge das Meisterschaftsfinale, nach einer Niederlage 2002 folgten zwei Titelgewinne. Horsley kam dadurch auf vier Finalspiele in Folge (zwei mit Wollongong, zwei mit Perth), lediglich beim letzten Triumph 2004 fehlte er. Nach Einstellung der NSL im Jahre 2004 blieb Horsley bei Perth und setzte seine Karriere kurzzeitig in der neu gegründeten A-League fort. Bereits im Dezember 2005 löste er seinen Vertrag bei Perth auf und beendete gleichzeitig seine Profikarriere, um seine Frau unterstützen zu können, die als Polizistin nach Kununurra versetzt worden war.
In der von Europalegionären dominierten australischen Nationalmannschaft kam Horsley im Februar 2000 in einem Freundschaftsspiel gegen Bulgarien zu einem 20-minütigen Einsatz.

## Erfolge
- Oceania Club Championship: 2000/01
- Australischer Meister: 1999/2000, 2000/01, 2002/03, 2003/04
- Australischer Vizemeister: 2001/02
- Joe Marston Medal: 2001